# Матадор (фільм)
Матадор — фільм США 2005 року. Комедія в стилі чорного гумору.

## Сюжет
В готельному барі в Мехіко-сіті зустрілись двоє: професійний вбивця і великий бізнесмен. Ця зустріч абсолютно незнайомих людей круто змінює життя обох. Тому що кожний може дати іншому те, що тому потрібно. Вбивці потрібен напарник, якого ніхто не запідозрить, а бізнесмену — кіллер, який вирішить його проблеми з конкурентами.

## Актори
- Пірс Броснан
- Ґреґ Кіннер
- Гоуп Девіс
- Філіп Бейкер Холл
- Адам Скотт
- Ділан Бейкер
- Роберто Соса
- Морін Малдон
- Антоніо Завала
- Карлос Морено мол.
- Джона Мейерсон
- Ерін Батсфорд
- Гільєрмо Капетільйо

## Нагороди
- 2006, номінація на Золотий глобус (найкращий актор — Пірс Броснан)
- 2006, номінація на премію Сатурн (найкращий актор — Пірс Броснан)